# 蓬波讷
蓬波讷（法語：Pomponne，法語發音：[pɔ̃pɔn] ⓘ）是法国塞纳-马恩省的一个市镇，属于托尔西区。

## 地理
蓬波讷（48°52'55"N, 2°41'27"E）面积7.17 平方千米，位于法国法蘭西島大區塞纳-马恩省，该省份为法国北部内陆省份，北起瓦兹省，西接埃松省、马恩河谷省、塞纳-圣但尼省和瓦兹河谷省，南至卢瓦雷省，东南接约讷省，东临马恩省和奥布省，东北接埃纳省。
与蓬波讷接壤的市镇（或旧市镇、城区）包括：尚特雷讷河畔布鲁、马恩河畔拉尼、圣蒂博德维涅、马恩河畔托里尼、托爾西、马恩河畔韦尔、维勒沃代。

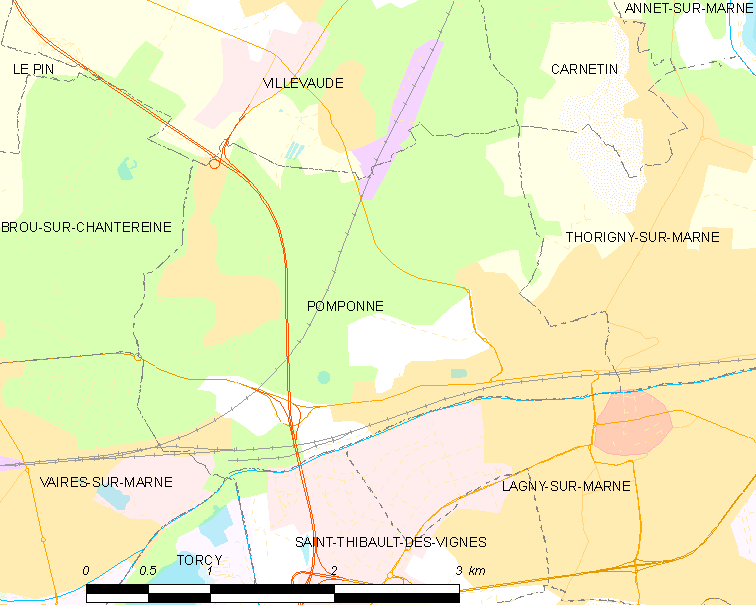
蓬波讷的OSM定位图

蓬波讷的时区为UTC+01:00、UTC+02:00（夏令时）。

## 行政
蓬波讷的邮政编码为77400，INSEE市镇编码为77372。

## 政治
蓬波讷所属的省级选区为马恩河畔拉尼县。

## 人口

1962-2008年间蓬波讷人口变化图示

蓬波讷于2022年1月1日时的人口数量为4149人。